# Пам'ятник Тарасові Шевченку (Козелець)
Пам'ятник Тарасу Григоровичу Шевченку в Козельці — пам'ятник українському поетові, письменнику і художнику Тарасові Шевченку в смт Козелець (райцентр Чернігівської області).

## Опис
Пам'ятник являє собою погруддя на п'єдесталі. Встановлений з нагоди 130-річчя з дня смерті; на місці зупинки траурної процесії при перенесенні тіла з Петербурга до Канева.
Розташований у міському парку по вулиці Піонерській, поряд із найвизначнішою пам'яткою міста — собором Різдва Богородиці.
Неподалік знаходяться інші історичні будівлі, зокрема Будинок полкової канцелярії.

## Тарас Шевченко іКозелець
Тарас Шевченко бував у Козельці проїздом декілька разів. Очевидно, він перебував тут навесні 1846 року, коли за завданням Археографічної комісії їздив описувати архітектурні й історичні пам'ятки Чернігівщини.
У повісті «Катерина» Шевченко описав місто і його визначну архітектурну пам'ятку — собор Різдва Богородиці, споруджений коштом Наталії Розумовської.

## Галерея

19.06.2009
19.06.2009
19.06.2009